# Maceo Rigters
Maceo Rigters (nascut el 6 de gener de 1986 a Amsterdam) és un exfutbolista neerlandès.

## Palmarès
- 1 Campionat d'Europa de Futbol sub-21 de la UEFA 2007